# أوركني القديمة

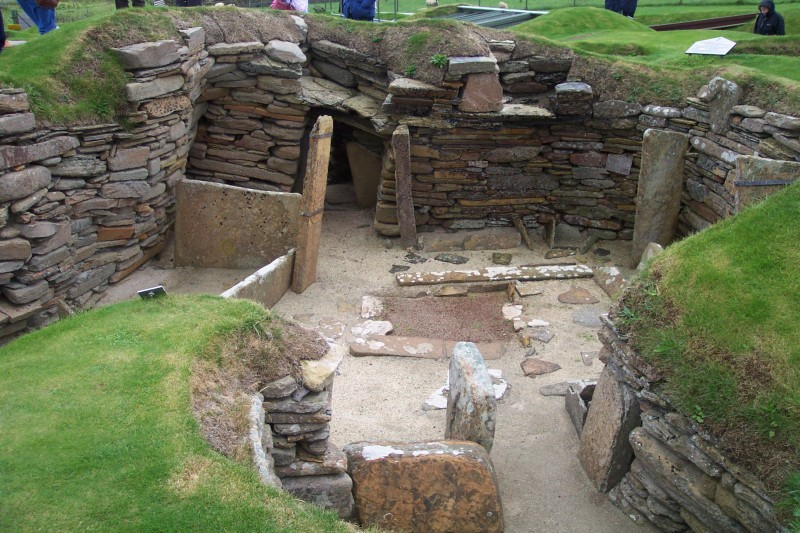
سكارا براي على جزيرة أوركني ، أثار قرية من العصر الحجري.

أوركني القديمة (الإنجليزية:Prehistoric Orkney ) عثر في جزر أوركني في شمال اسكتلندا على آثار سكان قدماء يعود تاريخهم إلى نحو2500 إلى 3000 سنة . فقد قامت أعاصير ورياح شديدة خلال القرن التاسع عشر (شتاء عام 1850 الميلادي) بتعرية الأرض وظهرت بيوت قديمة ، مبنية من الأحجار ، كانت مدفونة تحت الأرض. ورغم أن التاريخ كان يذكر اسكتلندا من العهد الروماني فتبين من آثار التعرية أن تلك المنطقة كانت مسكونة خلال العصر الحجري الجديد . حديث نيبدوا من ـاريخ,
تعتبر تلك البقايا من ميراث الإنسانية . قدر تاريخها أولا بنحو 500 سنة قبل الميلاد ، ولكن بتدقيق البحث العلمي واستخدام طريقة تعيين العمر بطريقة الكربون-14 المشع ـ تنين أن تاريخ تلك الآثار يرجع إلى ما بين 2200 و 3200 سنة قبل الميلاد .

## البيوت

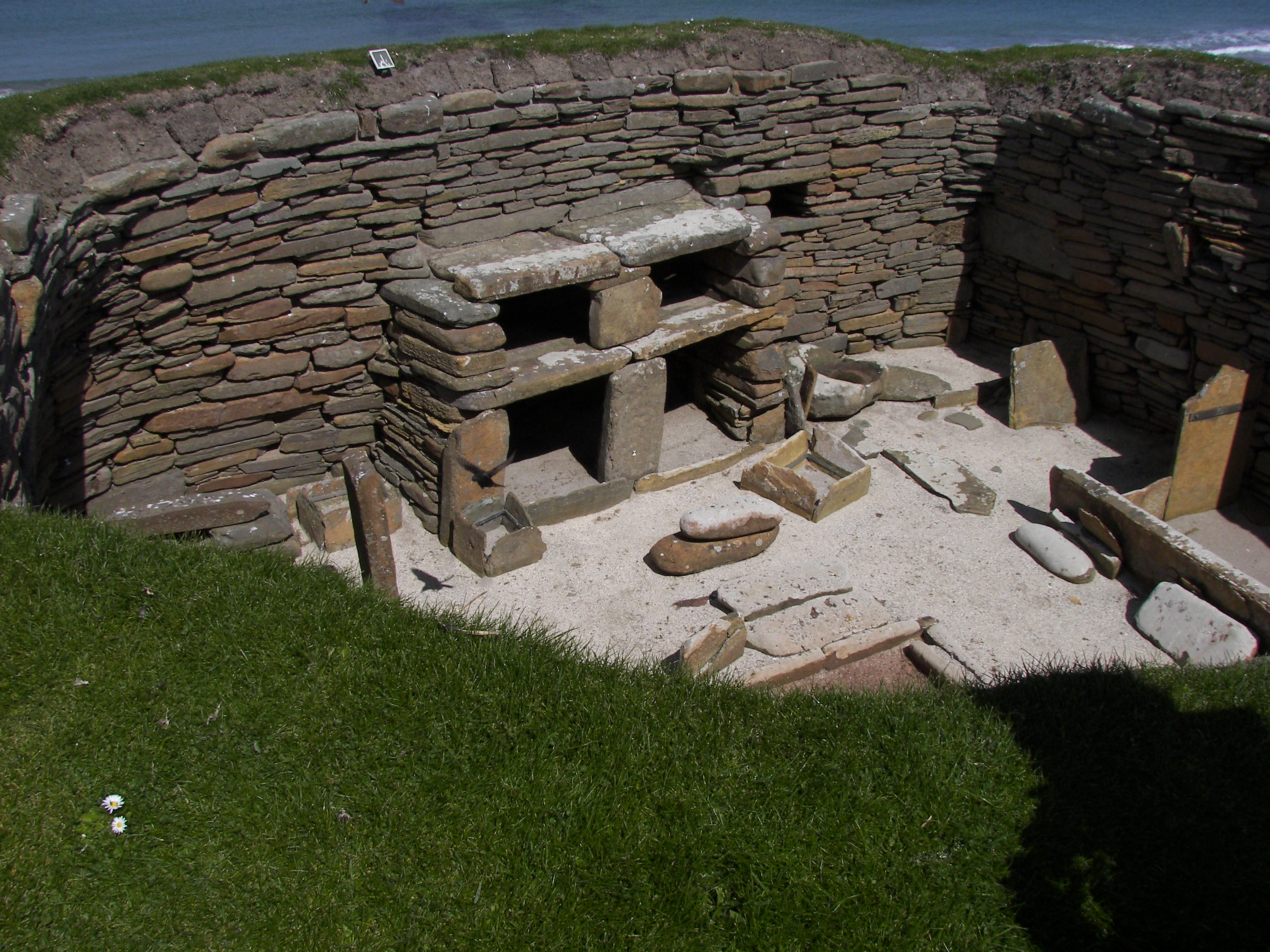
أرفف من الحجر في سكارا براي.

اكتشف في سكارا براي تحت الأرض 8 بيوت دائرية مبنية من الحجر المرصوص : ونظرا لندرة وجود أشجار وأخشاب على تلك الجزيرة المعزولة في العصور القديمة ، فبنيت البيوت كلها من الحجر الرملي المسطح . يتوسط البيت مكان لإشعال النار . وبني على الجدار المقابل لمدخل البيت عدة أرفف من الحجارة أيضا ، فكان أثاث البيت كله من الحجارة . تلك هي أول قطع أثاث يعثر عليها في أوروبا.
ويعتقد أن أسقف البيوت كان من الجلود لتحمي الناس من المناخ الصعب .
البيوت مصممة بنفس الطريقة ولكل منها باب من الحجر . ويربط بينها طرق ضيقة ومرصوفة بألواح من الحجر ، وتؤدي فيما بينها إلى مكان كان يتجمع فيه السكان للتسامر ورعاية شؤونهم . عمل الناس في الفلاحة وكانوا يربون الماعز والغنم ، ويقومون بصيد السمك . هذا ماتدل عليه الحفريات التي وجدت بين البيوت .
ورغم الاهتمام بالبحث فلم يجد العلماء تفسيرا حتى الآن لماذا كان باب البيت رقم 7 لم يكن ينفتح إلا من الخارج . هل كان سجنا؟ أم كان جزء من طقوس دينية أو بيت للولادة؟

## حلقة برودجار
هي حلقة من قوائم حجرية أقامها القدماء في اسكتلندا . تبلغ قطر الحلقة نحو 104 متر وكان يحيطها في الأصل 60 حجرا قائما ، لم يبقَ منها الآن 27 حجر وصل ارتفاع بعضها إلى 70و4 متر . يعتقد أن هدا المكان كان لطقوس دينية ، وهو أكبر كثير من ستونهنج الشهير. عثر فيه أيضا على بعض الآثار الحديثة نسبيا من عصر الفيكنغر ، حتى أن أحدهم كتب على الحجر: «بيورن كان هنا» . يقدر تاريخ الحلقة بين 2000 إلى 2500 قبل الميلاد .

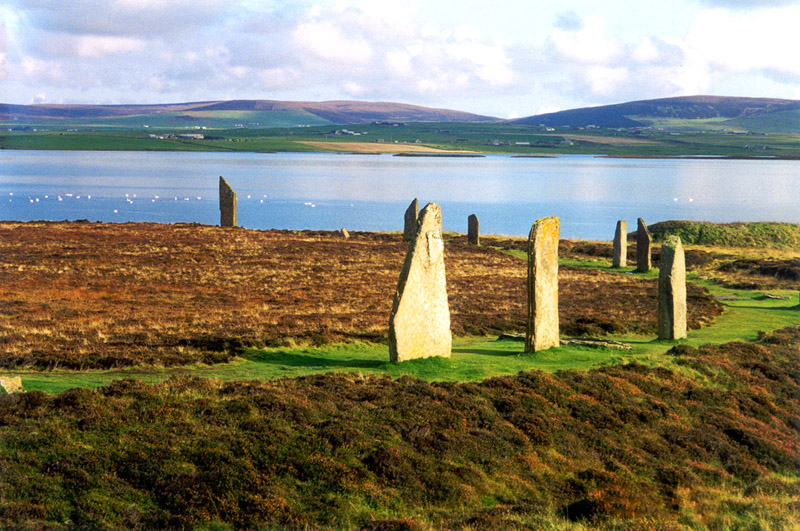
The Ring of Brodgar

عثر في المكان أيضا على عدة مبان قديمة وأواني فخارية وعظام وأدوات حجرية .

## تل ميزهوي

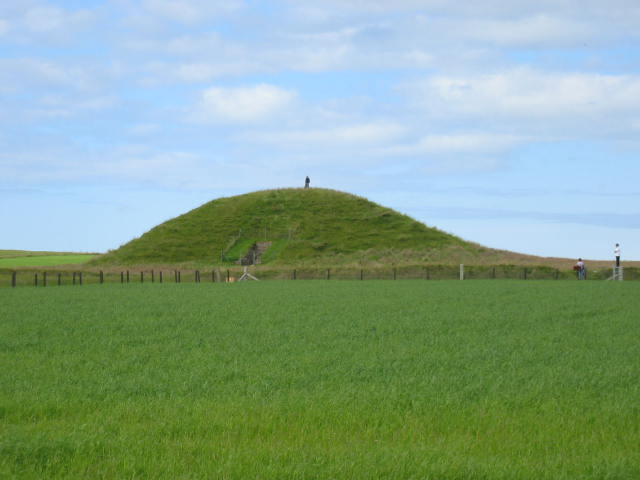
تل Maeshowe ، مقبرة ذات غرف حجرية.

تل ميزهوي هي مقبرة ذات غرف حجرية سفلية يرجع تاريخه إلى نحو 3000 قبل الميلاد . وهو موجود على إحدى جزر أوركني .
ويعتبر من أقدم الآثار في أوروبا . والمقبرة مبنية بحيث أن تدخل الشمس إلى حائط الحجرة الوسطية في وقت الانقلاب الشتوي عابرة دهليزا طوله 11 متر 
تحيط بها 3 حجرات فرعية مبنية من الحجر الرملي المتراص ، وبها بعض الأرفف الحجرية أيضا . وجدت الحجرات فارغة ، وربما استولى الفيكنغر على محتوياتها أثناء غزوهم لاسكتلندا. ويشيع بين الناس هناك أن كنوزا مدفونة تحت التل .